# Les Sirènes de Bagdad
Les Sirènes de Bagdad est un roman écrit par Yasmina Khadra. Publié en 2006, ce livre nous plonge dans l'univers chaotique et destructeur de Bagdad, la capitale de l'Irak, pendant la guerre américaine de 2003.

## Synopsis
L'histoire suit Kadem, un jeune Irakien idéaliste, rêvant de devenir médecin pour aider son peuple. Après que sa famille a été tuée lors d'un bombardement américain dans son village près de Bagdad, Kadem, dévasté, rejoint les résistants irakiens pour se venger, pensant que la violence est la seule réponse. Cependant, plongeant dans la haine et la brutalité, il réalise peu à peu que la guerre ne fait qu'alimenter un cycle destructeur de violence et de désolation.
Ce roman est une invitation à la réflexion sur les conséquences de la guerre, la violence et l'occupation étrangère. Il nous rappelle que derrière les chiffres et les statistiques, il y a des vies humaines détruites et des familles brisées.

## L'oeuvre
Le roman arrive après Les Hirondelles de Kaboul et L'Attentat, troisième tome d'une trilogie.
Une adaptation de ce roman en bande dessinée a été réalisée par Winoc en 2023,.